# Igreja do Santificado Davi
Igreja do Santificado Davi (em grego: Όσιος Δαβίδ; romaniz.: Hosios David) é uma igreja do final do século V de Salonica, na Grécia. Nos tempos bizantinos, funcionou como católico (sede) do Mosteiro de Latomos (em grego: Μονή Λατόμου/Λατόμων) e recebeu rica decoração com mosaicos e afrescos, que foram renovados nos séculos XII-XIV; os exemplares sobreviventes são de alta qualidade artística.
Durante o período otomano, o edifício foi convertido em uma mesquita (provavelmente no século XVI), até sua reconsagração como igreja ortodoxa em 1921, recebendo seu nome atual. Em 1988, foi incluída entre os Monumentos Paleocristãos e Bizantinos de Salonica da lista do Patrimônio Mundial da Unesco.